# Gò Krakus

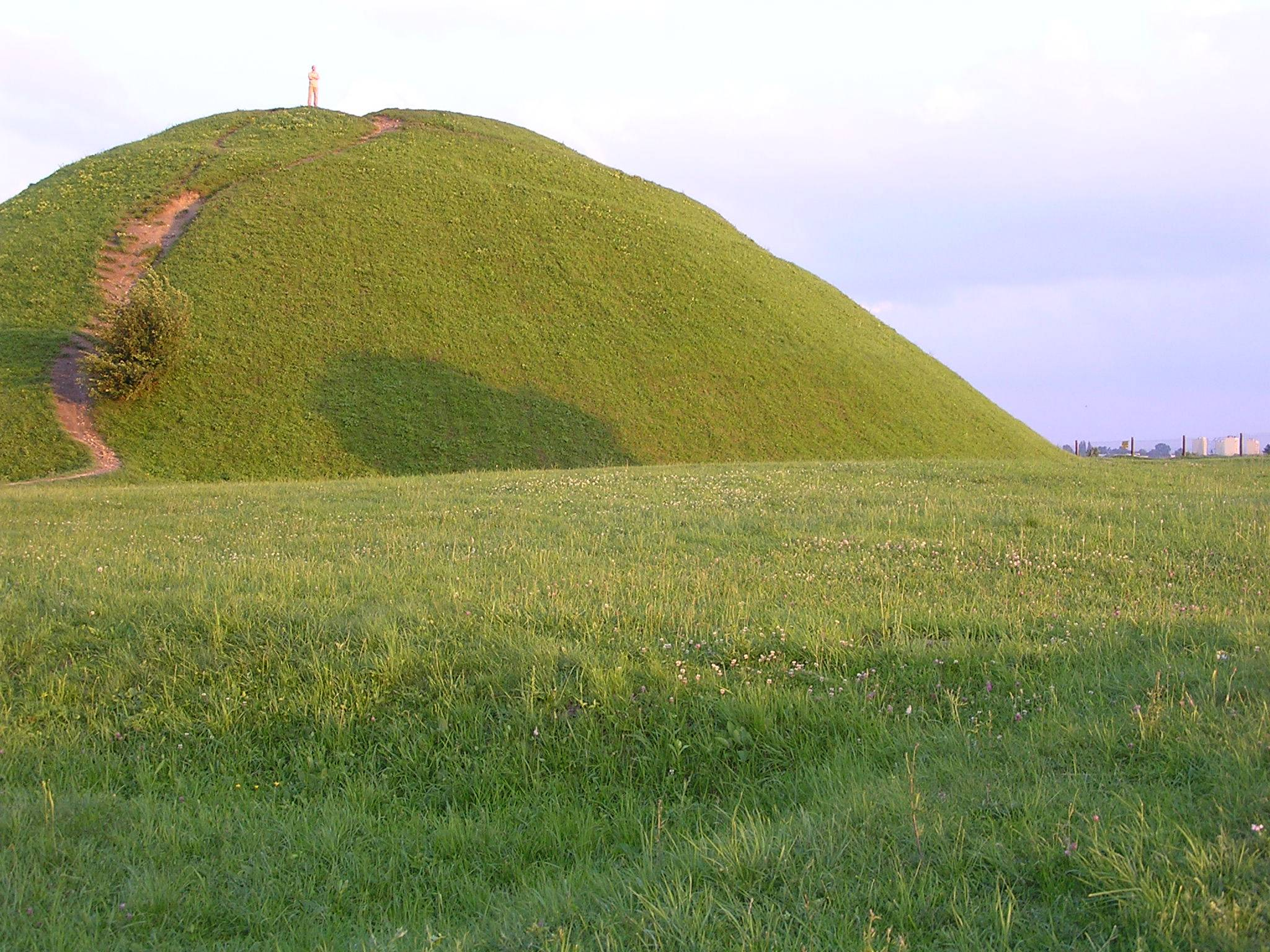
Mạc phủ

Krakus Mound (tiếng Ba Lan: Kopiec Krakusa), còn được gọi là Gò Krak, là một tumulus nằm ở quận Podgórze của Kraków, Ba Lan; được cho là nơi an nghỉ của người sáng lập huyền thoại của Kraków, vị vua huyền thoại Krakus. Nó nằm trên đồi Lasota, khoảng 3 kilômét (2 mi) về phía nam trung tâm thành phố Kraków, ở độ cao 271 mét (889 ft), với đường kính cơ sở là 60 mét (197 ft) và chiều cao 16 mét (52 ft). Cùng với gò Wanda gần đó, đây là một trong hai gò thời tiền sử của Kraków, và là cấu trúc nhân tạo lâu đời nhất ở Kraków. Gần đó cũng là hai gò đất nhân tạo, phi nhân tạo khác, gò Kościuszko, được xây dựng vào năm 1823 và gò Piłsudski, hoàn thành năm 1937. Tất cả bốn tạo nên bốn gò tưởng niệm của Kraków. 

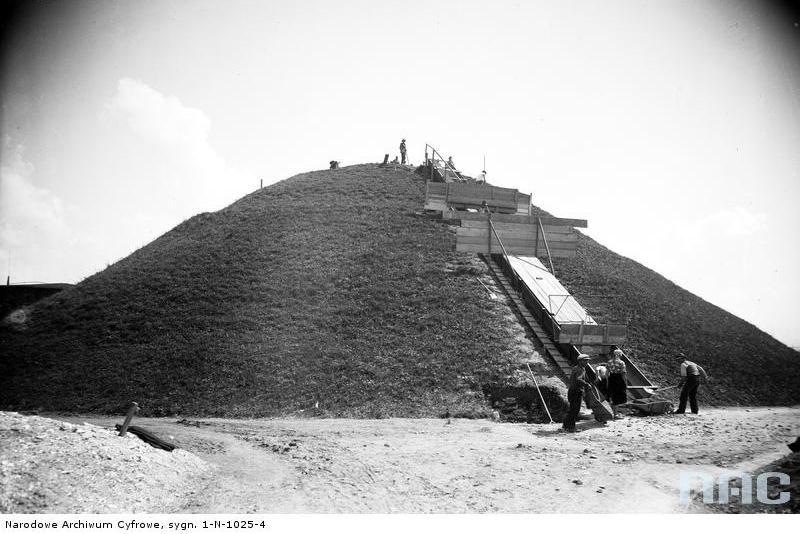
1933 điều tra khảo cổ học của Krakus Mound

## Lịch sử
Thời đại và mục đích ban đầu của gò vẫn còn là một bí ẩn, mặc dù mục đích tôn giáo và tưởng niệm đã được gán cho các gò đất. Các cuộc khai quật được thực hiện vào giữa những năm 1930 đã tiết lộ rằng gò bao gồm một lõi gỗ rắn được phủ đất và cỏ. Một số cổ vật có niên đại từ giữa thế kỷ thứ 8 và thứ 10 đã được tìm thấy bên trong, nhưng không có hài cốt hay xương người nào được phát hiện. Theo một giả thuyết khác, gò đất có nguồn gốc từ Celtic và có từ thế kỷ thứ 2 trước Công nguyên. Nguồn gốc thần thoại cũng được kết nối với gò đất. Krakus được cho là đã được xây dựng để tôn vinh cái chết của Vua Krakus khi người dân thị trấn phủ đầy tay áo bằng cát và bụi bẩn và mang nó đến địa điểm của Krakus Mound để tạo ra một ngọn núi để cai trị phần còn lại của cảnh quan mà vua Krakus đã có. Ban đầu, bốn gò đất nhỏ hơn gọi là gò Krakus, nhưng chúng đã bị phá hủy vào thế kỷ 19 để tạo ra bức tường thành phố của Krakow.

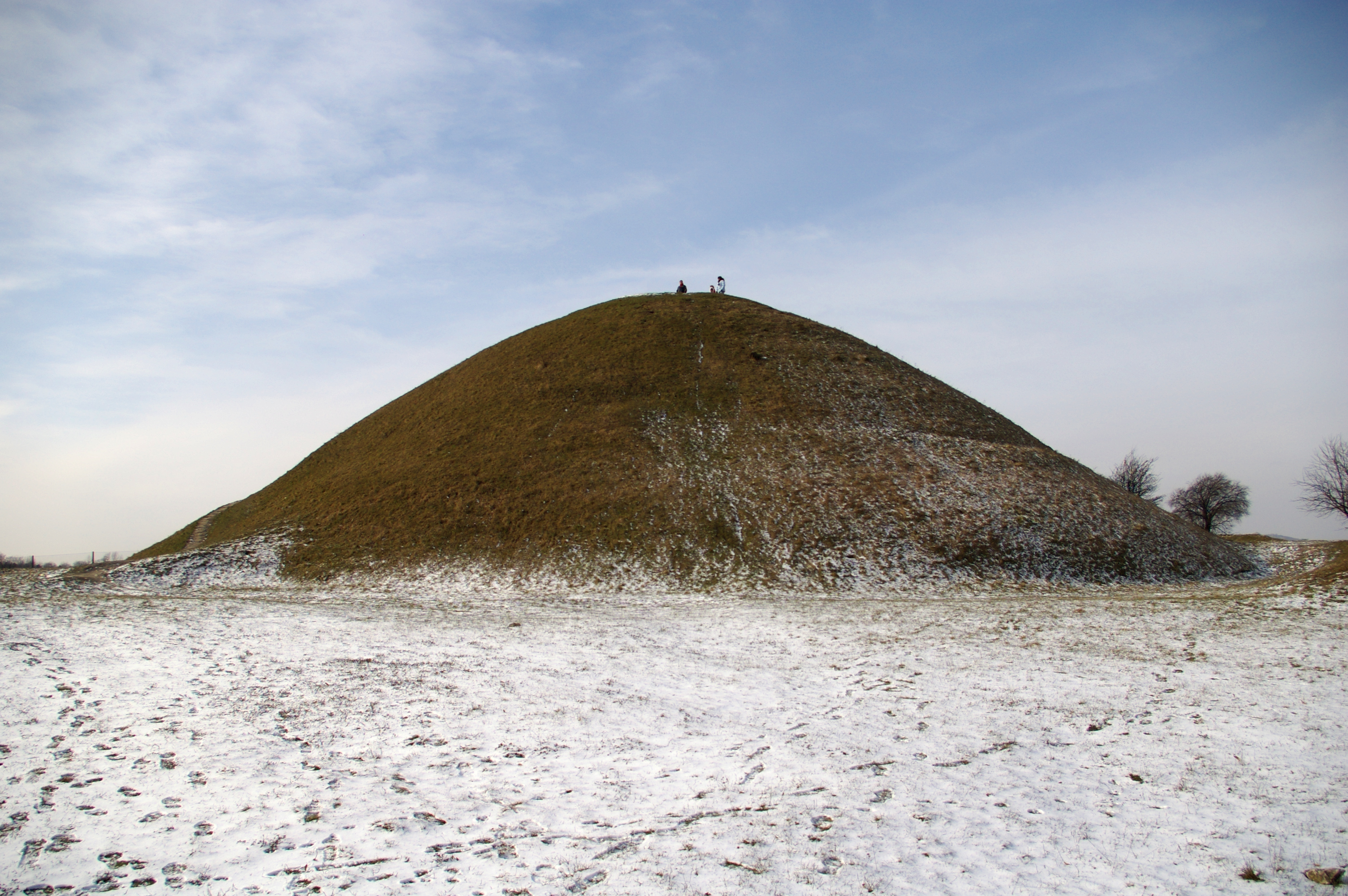
Gò Krakus vào mùa đông

Tương tự như các cấu trúc cổ xưa khác, chẳng hạn như Stonehenge, gò Krakus có thể đã được xây dựng với ý tưởng thiên văn học. Nếu một người đứng trên Krakus Mound và nhìn về phía gò Wanda vào lúc mặt trời mọc vào buổi sáng của Beltane, ngày lễ Celtic lớn thứ hai, người ta sẽ thấy mặt trời mọc trực tiếp trên gò Wanda.
Cho đến giữa những năm 1830, một lễ hội dân gian được tổ chức hàng năm vào ngày thứ ba đầu tiên sau ngày lễ Phục sinh trên sườn núi Krakus. Nó đã được hồi sinh vào những năm 2000 và được tổ chức hàng năm một lần nữa. 

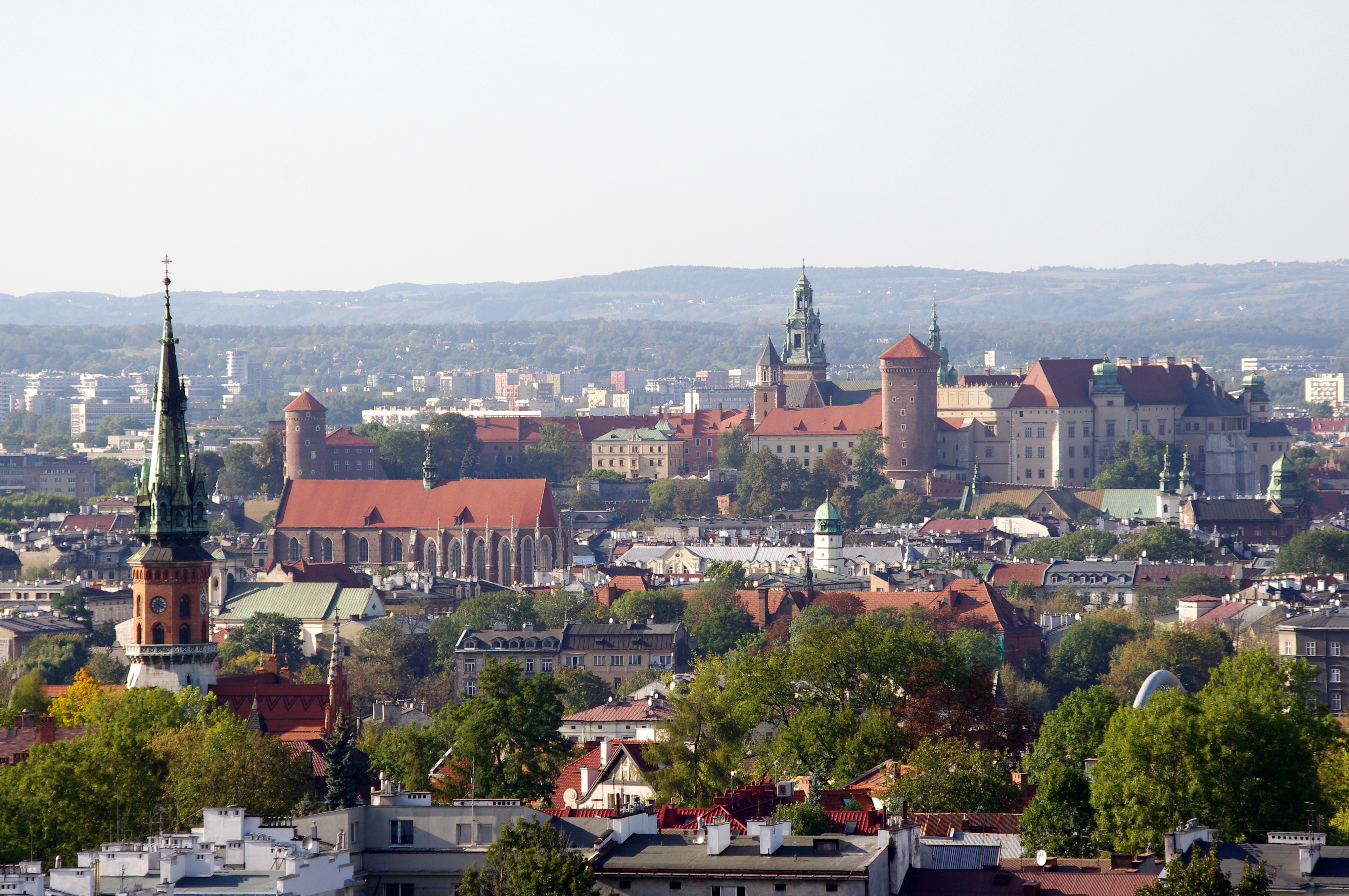
Nhìn từ trên đỉnh của Krakus Mound